# Cormocephalus ambiguus
Cormocephalus ambiguus är en mångfotingart som först beskrevs av Brandt 1841.  Cormocephalus ambiguus ingår i släktet Cormocephalus och familjen Scolopendridae. Inga underarter finns listade i Catalogue of Life.